# Kaarma
Kaarma (in tedesco Karmel) è un ex comune dell'Estonia situato nella contea di Saaremaa, nell'Estonia occidentale; classificato come comune rurale, il centro amministrativo è la città (in estone linn) di Kuressaare, costituita comune a sé.
Nel 2013 è confluito, insieme a Kärla e a Lümanda, nel nuovo comune di Lääne-Saare a sua volta fuso, nel 2017, insieme agli altri comuni dell'isola nel nuovo comune di Saaremaa.

## Località
Il centro abitato è formato da 3 borghi (in estone alevik) e 67 villaggi.

### Borghi
Aste - Kudjape - Nasva

### Villaggi
Abruka - Anijala - Ansi - Aste - Asuküla - Aula-Vintri - Eikla - Endla - Haamse - Hakjala - Hübja - Irase - Jootme - Jõe - Kaarma - Kaarmise - Kaisvere - Kasti - Kaubi - Kellamäe - Keskranna - Keskvere - Kiratsi - Kirikuküla - Koidu - Koidula - Kuke - Kungla - Käku - Kärdu - Laadjala - Laheküla - Laoküla - Lilbi - Maleva - Meedla - Metsaküla - Mullutu - Muratsi - Mändjala - Mõisaküla - Nõmme - Paimala - Parila - Piila - Praakli - Pähkla - Pärni - Põlluküla - Randvere - Saia - Sepa - Sikassaare - Tahula - Tamsalu - Tõlli - Tõrise - Tõru - Uduvere - Unimäe - Upa - Vaivere - Vantri - Vatsküla - Vestla - Viira - Õha.